# Chemung (Nueva York)
Chemung es un pueblo ubicado en el condado de Chemung en el estado estadounidense de Nueva York. En el año 2000 tenía una población de 2.665 habitantes y una densidad poblacional de 20.8 personas por km².

## Geografía
Chemung se encuentra ubicado en las coordenadas 42°2′11″N 76°37′40″O / 42.03639, -76.62778.

## Demografía
Según la Oficina del Censo en 2000 los ingresos medios por hogar en la localidad eran de $35,167, y los ingresos medios por familia eran $37,885. Los hombres tenían unos ingresos medios de $29,844 frente a los $22,958 para las mujeres. La renta per cápita para la localidad era de $15,201. Alrededor del 11.7% de la población estaban por debajo del umbral de pobreza.